# 巴季夫卡
50°23′2″N 26°37′8″E / 50.38389°N 26.61889°E
巴季夫卡（烏克蘭語：Бадівка），是烏克蘭西北部的村莊，隸屬里夫內州的里夫內區。該村面積1.33平方公里，海拔高度241米，2001年人口383，人口密度每平方公里288人。